# Théodwyn
Théodwyn er en fiktiv person i fortællingen Ringenes Herre. Théodwyn var den yngste datter af kong Thengel af Rohan og lillesøster til kong Théoden

## Historie
Théodwyn blev gift med Éomund af Østfold og sammen fik de to børn Éomer og Éowyn. 
Efter Éomund blev myrdet af orker fik hun hun en dødelig sygdom.
Efter hendes død blev hendes to børn opfostret af kong Théoden af Rohan.
1. ↑  Navnet er anført på engelsk og stammer fra Wikidata hvor navnet endnu ikke findes på dansk.